# Kellyjackie
Jackie Chan Hiu-ki, conocida artísticamente como Kellyjackie (n. 23 de agosto de 1986), es una cantante pop y compositora hongkonesa, exintegrante de una banda musical llamada Royals. Su nombre artístico, Kellyjackie, es una amalgama del nombre de uno de sus ídolos de su infancia, Kelly Chen y su propio nombre verdadero "Jackie".
A partir de los 13 años de edad, cuando aún estaba cursando la escuela secundaria, Kellyjackie comenzó a poner sus propias versiones en la música, como interpretar temas musicales de otros cantantes de género pop de Hong Kong. Después de aproximadamente un año, ella comenzó a escribir sus propias canciones. Escribió su primera canción titulada "Lucky", con su propia voz y composición de su propia autoría y sus otras canciones publicadas por internet. En enero del 2005, cuando ella tenía unos 16 años de edad, ella escribió una canción titulada "He invites me to Disneyland" (他 約 我 去 迪士尼) para hacer frente al estrés de un Certificado de un Examen de su Educación. Ella afirmó que su canción fue inspirada por medio de un cuento clásico de hadas, como de la Bella Durmiente. Ella ingresó al "PLK Vicwood KT Chong Sixth Form College" con resultados satisfactorios, pero dejó la universidad por un año para desarrollar su carrera musical.
Sorprendentemente, una de sus canciones de éxito se convirtió en el video viral, publicada por Internet (principalmente a través del "Bulletin Board Systems y WinMX") dentro de unas semanas tuvo éxito. Desde hace algún tiempo, su canción alcanzó el puesto número 1 en el ranking entre los más consultados por Yahoo Hong Kong (搜尋 人氣 榜). Muchos DJs también comenzaron por hablar de la canción en la radio. Muchos estaban asombrados por su talento, dada por su corta edad y su apretada agenda como estudiante de la escuela secundaria de la preparación para los exámenes. Sin embargo, la canción finalmente se hizo muy popular y recibió críticas muy positivas en Hong Kong, Macao y Guangdong y le consiguieron un contrato de grabación por 5 años para ingresar a los estudios de grabación.